# Giulio Maria della Somaglia
Giulio Maria della Somaglia (* 29 de julio de 1744 - † 2 de abril de 1830) fue un cardenal italiano. Fue, por lo menos en su vida posterior, un acérrimo cardenal zelante que, como Secretario de Estado bajo el papa León XII, ayudó a imponer un régimen autoritario en los desmoronados Estados Pontificios.

## Biografía
Nacido en Piacenza en una familia noble, della Somaglia fue enviado a Roma a la temprana edad de doce años y realizó sus estudios en el Colegio Nazzareno y en la Universidad La Sapienza adquirió grados, tanto en derecho canónico y cómo en civil. En 1769 fue nombrado prelado doméstico del papa Clemente XIV, y bajo el papa Pío VI, fue secretario de numerosas congregaciones de la curia entre 1773 y 1787. A pesar de que fue ordenado al sacerdocio sólo en 1787, se convirtió en titular de Antioquía al año siguiente y el 1 de junio de 1795 se convirtió en cardenal. 
En sus últimos años como cardenal, della Somaglia desempeñó un importante papel como negociador con el régimen revolucionario de Francia. A pesar de que, sin duda, era adherente a la condena de Pío VI hacia la Revolución Francesa y su expulsión de Roma, cuando el ejército de Napoleón Bonaparte invadió la ciudad en 1808, fue acusado con el examen del concordato años más tarde. Desde 1814 fue secretario de la Inquisición y decano del Colegio Cardenalicio en 1820. 
En el cónclave de 1823, della Somaglia fue considerado papable. En 1826 renunció al cargo de Secretario de Estado, pero continuó como secretario de la Inquisición hasta su muerte en 1830, con 85 años, un poco más de un año después de la muerte de León XII, el cual era mucho más joven que el. Cuando murió, della Somaglia era el último cardenal aún con vida proclamado por Pío VI. Fue enterrado en la Basílica de Santa María sobre Minerva.